# Ayrton Azzopardi
Ayrton Azzopardi (12 settembre 1993) è un calciatore maltese, centrocampista del Mtarfa.

## Carriera

### Club
Dal 2009 al 2014 gioca con l'Hibernians, quindi si trasferisce al Msida Saint-Joseph.

### Nazionale
Nel 2012 ha esordito con la nazionale maltese.

## Palmarès

### Club

#### Competizioni nazionali
- Coppa di Malta: 2

Hibernians: 2011-2012, 2012-2013